# 1834 au Canada
Pour un article plus général, voir Chronologie du Canada.
Cet article traite des événements qui se sont produits durant l'année 1834 au Canada.

## Événements

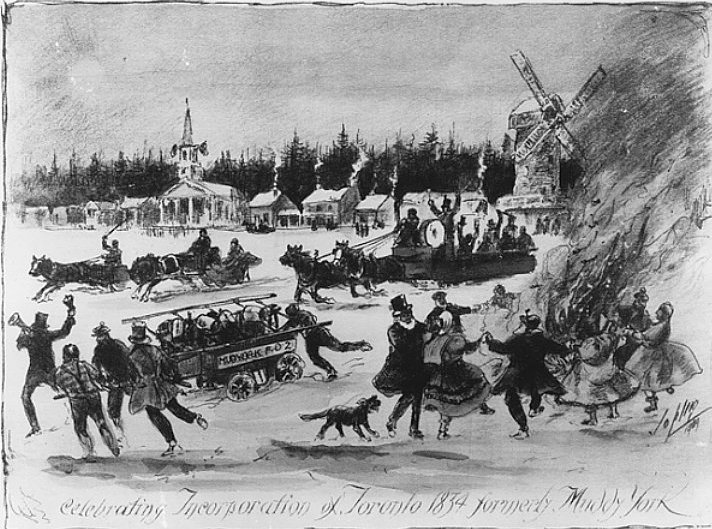
Célébration de l'incorporation de la ville de Toronto

- 23 janvier : Le Château Saint-Louis est détruit par un incendie à Québec.
- 21 février : les leaders des deux communautés du Canada, Louis-Joseph Papineau et William Lyon Mackenzie, exigent un régime parlementaire (quatre-vingt-douze résolutions). Le gouvernement britannique réplique par la nomination d’une Commission d’enquête dirigée par Lord Gosford, qui adopte une position de neutralité.
- 6 mars : la ville de York devient Toronto. William Lyon Mackenzie en devient le premier maire.
- 8 mars : fondation de la Société Saint-Jean-Baptiste de Montréal par Ludger Duvernay. Il organise pour le 24 juin suivant, la première fête de la Saint-Jean Baptiste.
- 24 juin : Lors de la fête de la Saint-Jean-Baptiste, la chanson Ô Canada! mon pays, mes amours de George-Étienne Cartier est interprétée pour la première fois.
- 1er août : à la suite de l'adoption du British Imperial Act l'année précédente, l'esclavage est officiellement aboli au Canada[1].
- Novembre : élections au Bas-Canada ; les candidats favorables aux 92 résolutions remportent presque tous les sièges à l’Assemblée législative (Wolfred Nelson, Augustin-Norbert Morin, Louis-Hippolyte La Fontaine, Jean-Olivier Chénier).
- Inauguration du Marché Sainte-Anne à Montréal.

### Exploration de l'Arctique
- George Back part du Grand Lac des Esclaves et atteint la Rivière Back. Il descend cette rivière et atteint la Baie de Chantrey au sud-ouest de la Péninsule de Boothia. Il aperçoit l'Île du Roi-Guillaume. Il établit une cache sur l'Île de Montréal qui servira à une expédition ultérieure en 1839.

## Naissances
- x

## Décès
- 6 septembre : William Dummer Powell, avocat, fonctionnaire, juge, homme politique et auteur (° 5 novembre 1755).
- 22 novembre : Joseph-Marie Godefroy de Tonnancour, politicien (° 15 août 1750).